# エドゥアルド・コウデ
エドゥアルド・ヘルマン・コウデ（Eduardo Germán Coudet、1974年9月12日 - ）は、アルゼンチン・ブエノスアイレス出身の元サッカー選手、現サッカー指導者。現役時代のポジションはMF。2023年よりインテル・ナシオナルの監督を務める。

## 経歴
ブエノスアイレスで生まれ、キャリアの大半をアルゼンチンのプリメーラ・ディビシオンに所属するCAロサリオ・セントラルで送った。しかし、2002-03シーズンはCAリーベル・プレートからのレンタルでセルタ・デ・ビーゴに在籍し、自身初となる国外挑戦をした。また、キャリア終盤にはメジャーリーグサッカーにも挑戦した。プロデビューを果たしたクラブはCAプラテンセだが、このときのチームメイトに後にフランス代表として活躍することになるダヴィド・トレゼゲがいた。

## 指導者経歴
2014年12月12日、CAロサリオ・セントラルの監督に就任した。2015シーズン、初のフルシーズンを迎えるにあたってスペイン時代のコネや国内のベテラン選手に声をかけて、クラブの戦力強化に尽力したが、大きな結果を残すことができなかった。
2020年11月12日、古巣でもあるラ・リーガに所属するセルタ・デ・ビーゴの監督を務めることが発表された。

### アトレチコ・ミネイロ
2022年11月19日、2023年シーズンに向けてアトレチコ・ミネイロの監督に2年契約で就任することが発表された。2023年4月、カンピオナート・ミネイロでは決勝でライバルのアメリカに合計5対2で勝利し優勝した選手の移籍を巡るクラブ理事会との争いを受け、6月11日にアトレティコからの退団が発表された。

### インテルナシオナル復帰
2023年7月19日、解任されたマノ・メネゼスに代わってクーデがインテルナシオナルに復帰することが発表された。